# Freya frontalis
Freya frontalis är en spindelart som beskrevs av Banks 1929. Freya frontalis ingår i släktet Freya och familjen hoppspindlar. Inga underarter finns listade i Catalogue of Life.